# LocoRoco Midnight Carnival
LocoRoco Midnight Carnival est un jeu de plates-formes développé par SCE Japan Studio et publié par Sony Computer Entertainment Japan. Il est suite de LocoRoco 2 sorti en 2008, Ce Spin-off est exclusif à la PlayStation Portable. Le jeu est sorti en Europe en 2009.

## Histoire du jeu
Lors d'une nuit paisible, les Buibui ont décidé d'installer le carnage sur ce nouvel opus qui se montrera très difficile et dangereux.
Ils auront de même une capacité pour bondir plus haut ainsi que sur les murs et ainsi gagner un maximum de score jusqu'à l'arrivée.